# 紀元前702年
紀元前702年（きげんぜん702ねん）は、西暦（ローマ暦）による年。紀元前1世紀の共和政ローマ末期以降の古代ローマにおいては、ローマ建国紀元52年として知られていた。紀年法として西暦（キリスト紀元）がヨーロッパで広く普及した中世時代初期以降、この年は紀元前702年と表記されるのが一般的となった。

## 他の紀年法
- 干支 : 己卯
- 中国
  - 周 - 桓王18年
  - 魯 - 桓公10年
  - 斉 - 釐公29年
  - 晋 - 晋侯緡5年
  - 秦 - 出子2年
  - 楚 - 武王39年
  - 宋 - 荘公9年
  - 衛 - 宣公17年
  - 陳 - 利公5年
  - 蔡 - 桓侯13年
  - 曹 - 桓公55年
  - 鄭 - 荘公42年
  - 燕 - 宣侯9年
- 朝鮮
  - 檀紀1632年
- ユダヤ暦 : 3059年 - 3060年

## できごと

### 中国
- 虢仲が詹父のことを周の桓王に讒言したが、詹父の主張が認められた。周軍が虢を攻撃し、虢公は虞に亡命した。
- 秦が芮伯万を芮に帰国させた。
- 虞叔が虞公を攻め、虞公は共池に亡命した。
- 鄭・斉・衛の連合軍が魯に侵攻して郎で会戦した。

## 死去
- 曹の桓公